# Бениофф, Хьюго
Хьюго Бениофф (англ. Victor Hugo Benioff; 1899—1968) — американский учёный-сейсмолог.
Особенно известен своими работами по составлению карт расположения источников глубоких землетрясений в Тихом океане.

## Биография
Родился 14 сентября 1899 года в Лос-Анджелесе. Его отец был еврейским иммигрантом из Киева (Российская империя), а его мать — лютеранкой из Швеции.
Окончив в 1921 году Помонский колледж в Клермонте (Калифорния), Хьюго начал свою профессиональную карьеру, решив стать астрономом и некоторое время работал в обсерватории Маунт-Вилсон. Поняв, что астрономы работают ночью и спят днем, что не понравилось молодому учёному, он переключился на сейсмологию и поступил в 1924 году сейсмологическую лабораторию Caltech Seismological Laboratory, являющуюся подразделением Отдела геологических и планетарных наук Калифорнийского технологического института, где в 1935 году получил докторскую степень (Ph.D).

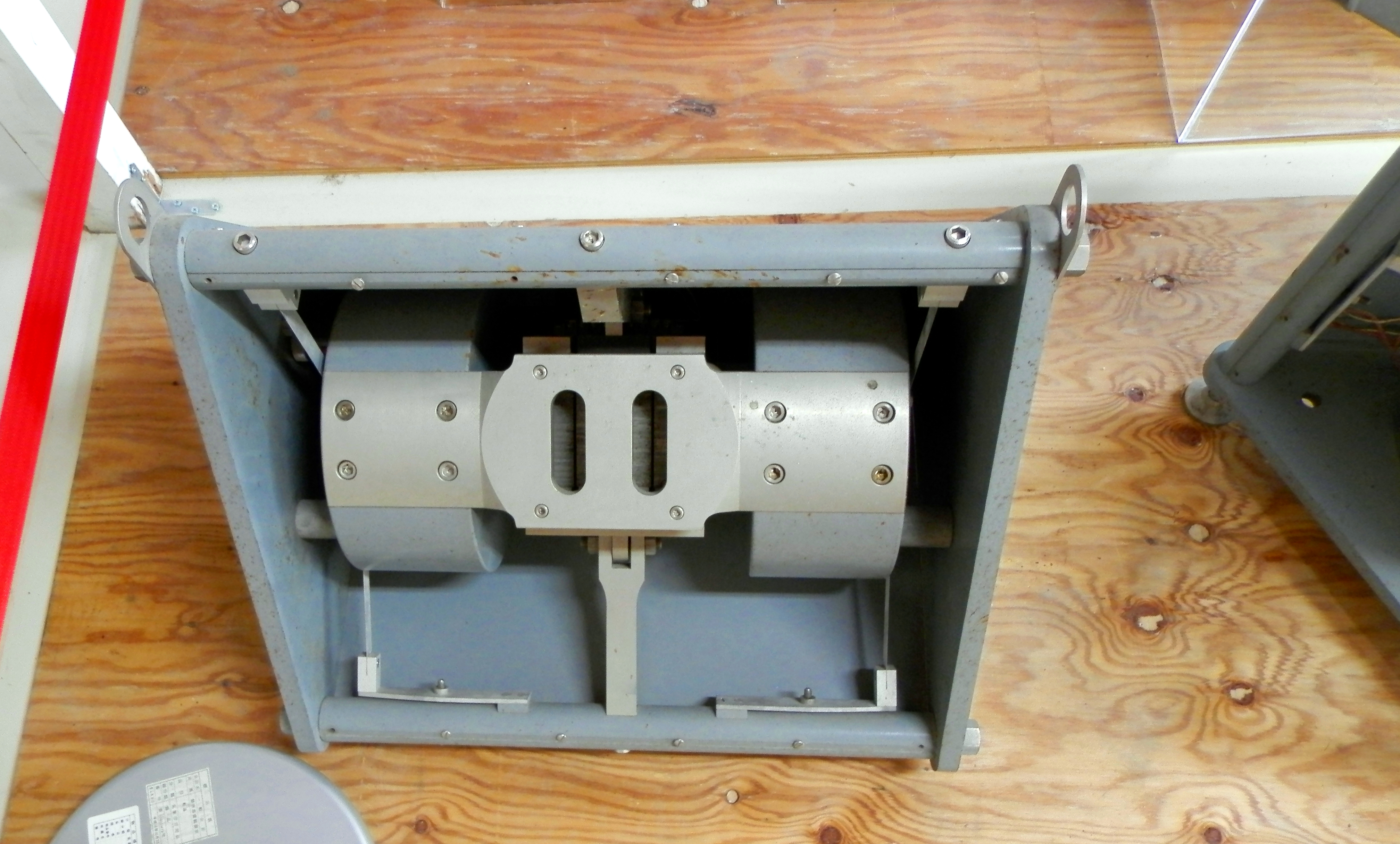
Один из сейсмографов Бениоффа

Хьюго Бениофф считается талантливым разработчиком инструментов для исследования землетрясений. Одним из его первых инструментов, созданным в 1932 году, был сейсмограф Benioff, который измеряет движение Земли — этот инструмент сейчас используются практически в каждой стране мира. Столь же известен инструмент Benioff strain, который фиксирует растяжение земной поверхности. Одним из его последних достижений была усовершенствованная версия старого сейсмомографа Benioff, который дал сейсмологам возможность получить больше знаний о причине очень глубоких землетрясений.
С начала 1930-х годов Бениофф также занимался созданием электрических музыкальных инструментов, в частности, фортепиано, скрипки и виолончели. Он продолжал разрабатывать эти инструменты до конца своей жизни, работая более двух десятилетий с пианисткой Розалин Тюрек, а также с компанией Baldwin Piano Company. В связи с эти он был избран членом Американской академии наук и искусств в 1958 году. В том же году избран Президентом Сейсмологического общества Америки (1958).
Был награжден рядом научных наград.
Умер 29 февраля 1968 года в Лос-Анджелесе.